# Università del Massachusetts - Amherst

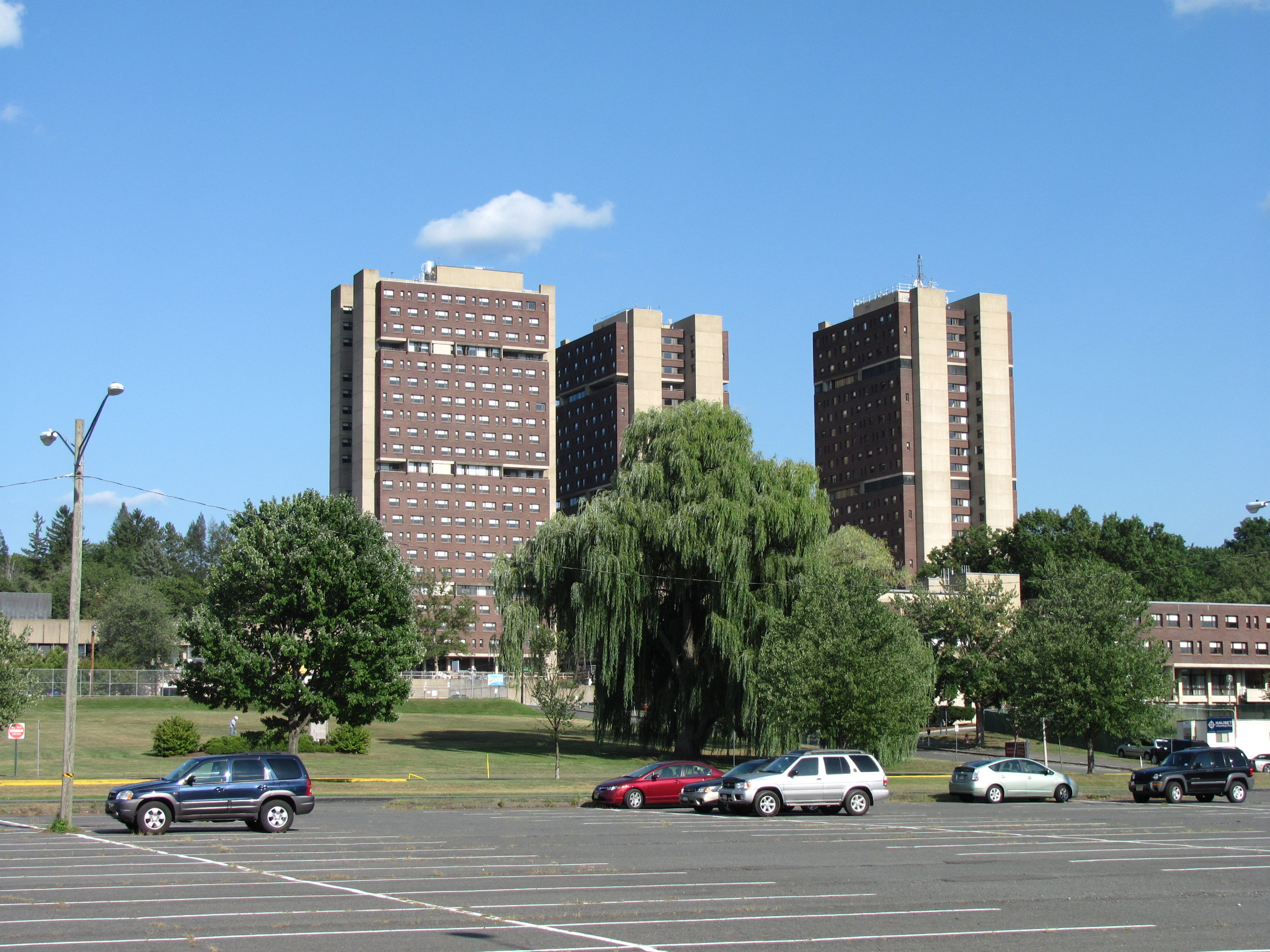
Residence Halls

L'Università del Massachusetts - Amherst (in inglese University of Massachusetts Amherst o UMass Amherst) è un'università pubblica situata ad Amherst, nel Massachusetts. È la sede principale dell'Università del Massachusetts. L'università offre più di 90 indirizzi di studio a livello undergraduate e 65 a livello di graduate.
L'università fu creata nel 1863 per impartire corsi nel campo dell'agricoltura, della meccanica e militari. Era allora chiamata Massachusetts Agricultural College. Nel 1931 fu ribattezzata Massachusetts State College. Portò poi il nome di University of Massachusetts dal 1947 fino alla creazione del sistema UMass che riunisce diverse ex università e di cui da allora è stato il centro più importante.
Ha lo stesso motto (Ense petit placidam sub libertate quietem) di quello dello Stato del Massachusetts, che significa "Con la forza delle armi essa cerca la pace nella libertà". Da un punto di vista sportivo ha molte squadre in diversi sport e compete all'interno della National Collegiate Athletic Association (NCAA).

## Studenti famosi
- Paul Harding, Premio Pulitzer 2010 per la narrativa
- Frank Black e Joey Santiago, cantante e chitarrista del gruppo cult rock Pixies
- Steven Sinofsky, ex presidente della divisione Windows di Microsoft
- Tsering Wangmo Dhompa, poeta e scrittore di origine tibetana
- Radwa Ashour, scrittore egiziano
- Joseph Hooton Taylor, premio Nobel 1993 per la Fisica